# Un bonheur sans nuages
Un bonheur sans nuages est une nouvelle de science-fiction de Bernard Mathon, publiée en mars 1981.

## Publications
La nouvelle a notamment été publiée en langue française dans :
- la revue Fiction no 316, éditions OPTA, mars 1981 ;
- La Frontière éclatée, anthologie, Le Livre de poche, 1989 ;
- Locogringo troisième, éd. Le Pont aux ânes, janvier 1992.

Elle a aussi été publiée en langue croate en décembre 1981 sous le titre Nepomućena sreća.

## Résumé
Fran et son épouse Gen sont abonnés au robot-météo Georges. Mais leur couple bat de l’aile : ils interagissent souvent dans le mode conflictuel. Cela pèse à Fran, qui se demande comment retrouver l'harmonie avec Gen. Il a l'idée de créer un programme spécial au sein de Georges. Ce programme, intitulé « Gen », est calqué sur la météo : Fran est programmé comme étant des masses d'air chaudes, Gen comme des masses d'air froides, et le but de Georges va être de l'aider de manière que les masses d'air chaudes et froides se concilient pour donner un climat tempéré. Cela nécessite évidemment beaucoup de temps et de réglages.
Un soir, Rik, un des collègues de Fran, a séduit Gen qui se retrouve avec lui. En mettant en marche Georges, Rik découvre l'existence du programme « Gen » et en parle à Gen. Tous deux interrogent Georges qui a du mal à mentir. Le robot-météo leur propose un plan d'action. Le même soir, Fran rentre à la maison. Évidemment Gen n’est pas là. Fran interroge Georges qui lui dit que Gen aura un peu de retard. Effectivement la jeune femme arrive en fin de soirée et les retrouvailles entre Fran et Gen sont torrides. Fran a l'impression d'avoir retrouvé ses 20 ans. Mais Fran se pose des questions et interroge lui-aussi le robot. Il apprend l'escapade amoureuse de Gen avec Rik. Il découvre aussi que Rik a eu un accident vasculaire cérébral, que son cerveau a été échangé avec un cerveau robotique et que Gen a décidé de vivre avec le « Rik modifié ». Il découvre encore que la Gen avec qui il vient de faire l’amour est un  androïde dont le cerveau robotique a été programmé de telle manière qu'elle raisonne et agisse comme la Gen qu'il avait connue quinze ans auparavant. Georges lui affirme qu'il sera bien plus heureux avec une androïde programmée pour répondre à ses désirs enfouis plutôt qu'avec une Gen qui a évolué différemment de Fran.
Peu après, sans qu'on sache s'il s'agit d'un accident ou d'un attentat, Fran a une attaque cérébrale. Son cerveau va, comme Rik, être échangé avec un cerveau robotique. Georges rend compte à son chef direct, Charles, un robot supérieur qui dirige l'usine robotique du continent : les humains n'ont pas fini d'être remplacés par des robots, cela ne fait que commencer…